# Alternativno izrezovanje
Alternativno izrezovanje je biološki proces, pri katerem se eksoni vključijo v mRNK molekulo v različnih kombinacijah. 
Evkarionti imajo namreč gene zgrajene iz kodirajočih zaporedij (ekson), ki ležijo med nekodirajočimi zaporedji (intron). Ko se gen prepiše iz DNK v RNK molekulo, se najprej prepišejo vsa zaporedja, se pravi tako eksoni kot introni. Temu primarnemu RNK prepisu pravimo pre-mRNK. 
Nato posebne celične beljakovine, ki tvorijo kompleks imenovan spliceosom, iz pre-mRNK molekule izrežejo introne, tako da ostanejo samo eksoni. Ta sprocesiran RNK prepis se imenuje mRNK.
Pri višjih evkariontih pa je poznan še en fenomen, ki se mu pravi alternativno izrezovanje. Pri tem procesu celica včasih kakšen ekson namerno izpusti ali doda, tako da lahko iz istega gena dobimo različne mRNK prepise.
Poznamo več vrst alternativnega izrezovanja:
- preskakovanje eksona
- alternativno 5' izrezovalno mesto
- alternativno 3' izrezovalno mesto
- obdržanje introna

Bistvo alternativnega izrezovanja je v tem, da močno poveča raznovrstnost genov, saj so lahko številni eksoni v genu alternativni.
Ocenjuje se, da je kar 40-60 % človeških genov podvrženih alternativnemu izrezovanju.